# The Dead Weather
The Dead Weather er en amerikansk rock-supergruppe, dannet i 2009.
Gruppen består af sangerinden Alison Mosshart (fra The Kills), guitarist Dean Fertita (Queens Of The Stone Age), bassist Jack Lawrence (The Raconteurs, The Greenhornes) og trommeslager og sanger Jack White (The Raconteurs, White Stripes).
Debutalbummet Horehound blev indspillet under en tre uger lang session i januar 2009 og er optaget i det Jack White-designede Third Man Studio.
Horehound udkom den 13. juli 2009.

## Medlemmer
- Alison Mosshart – vokal, guitar, perkussion
- Dean Fertita – guitar, orgel, piano, synthesizer, bas, støttevokal
- Jack Lawrence – bas, guitar, trommer, støttevokal
- Jack White – trommer, vokal, guitar

## Diskografi

### Studiealbum
- 2009: Horehound
- 2010: Sea Of Cowards
- 2015: Dodge and Burn

### Singler
- 2009: "Hang You From the Heavens"
- 2009: "Treat Me Like Your Mother"
- 2009: "I Cut Like a Buffalo"

## Fodnoter
1. ↑  "The Dead Weather: Treat Me Like Your Mother (USA) i Ny musik på P3 – uge 23 2009". Arkiveret fra originalen 12. juni 2009. Hentet 8. januar 2010.